# Titan Lake In-situ Sampling Propelled Explorer
Titan Lake In-situ Sampling Propelled Explorer (TALISE) är en föreslagen rymdsond som ska sätta ned en landningsfarkost på en av Titans sjöar nära nordpolen på Titan, planeten Saturnus största måne. Förslaget är inte så olikt det tidigare föreslagna Titan Mare Explorer, men huvudorsaken ligger i att TALISE är tänkt att ha ett framdrivningssystem. Enligt planen ska TALISE använda sex månader till ett år på att förflytta sig till kusten av insjön efter att den har landat. Något datum för uppskjutning är hittills ej satt.